# 混合健身

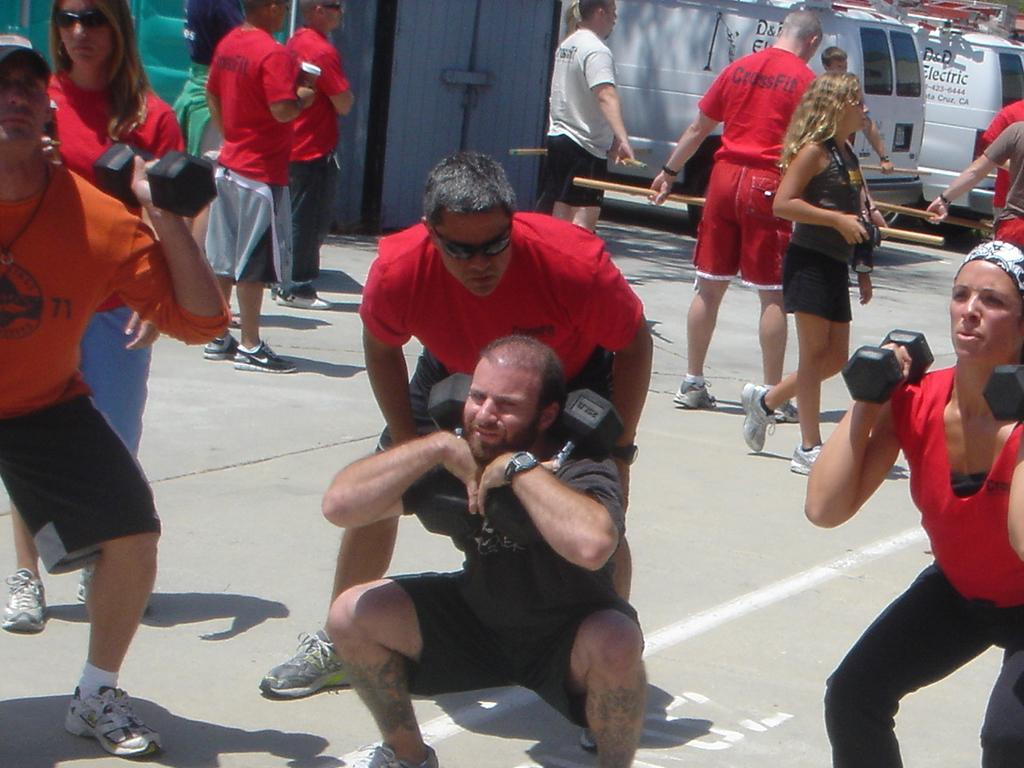
CrossFit 教練認證, 2007年

CROSSFIT INC.（英語：CrossFit, Inc.）是一間美國健身公司，於 2000 年由 Greg Glassman（及 Lauren Glassman）創立。公司在全球有 4,400 間（主要位於美國）有聯繫的健身室提供CrossFit健身計劃，人們亦會跟隨該公司每天在網站上張貼的新健身動作，以執行 CrossFit 計劃。"CROSSFIT"亦是CROSSFIT, INC.的註冊商標。
Crossfit健身計劃強調身体全面强健，包括体能、力量、爆发力、速度、协调性、柔韧性等等。
Crossfit健身計劃综合了田径、体操、举重等许多动作进行无间歇练习。这种练习方式的基本原则就是，几个动作为一组、不间歇或者稍微间歇的以最快的速度在规定时间下完成尽量多的组，或者在规定组数下以尽量少的时间完成。运动生理学家认为，高强度的全身练习對於体能的實用性增强与健身效果的提高要强於單單改善肌肉外观的孤立肌肉练习(健美)。

## 常見訓練裝備
- 體操雙環
- 槓鈴
- 藥球
- 壺鈴
- 力量繩
- 敏捷梯
- 跳箱
- 跳繩
- 單槓架

## 外部連結
- The official website of CrossFit （页面存档备份，存于）
- 2009 Critical review by Testosterone Nation （页面存档备份，存于）